# Kuddticka
Kuddticka (Phellinus punctatus) är en svampart som först beskrevs av Elias Fries, och fick sitt nu gällande namn av Albert Pilát 1942. Kuddticka ingår i släktet Phellinus och familjen Hymenochaetaceae.  Arten är reproducerande i Sverige. Inga underarter finns listade i Catalogue of Life.

## Källor

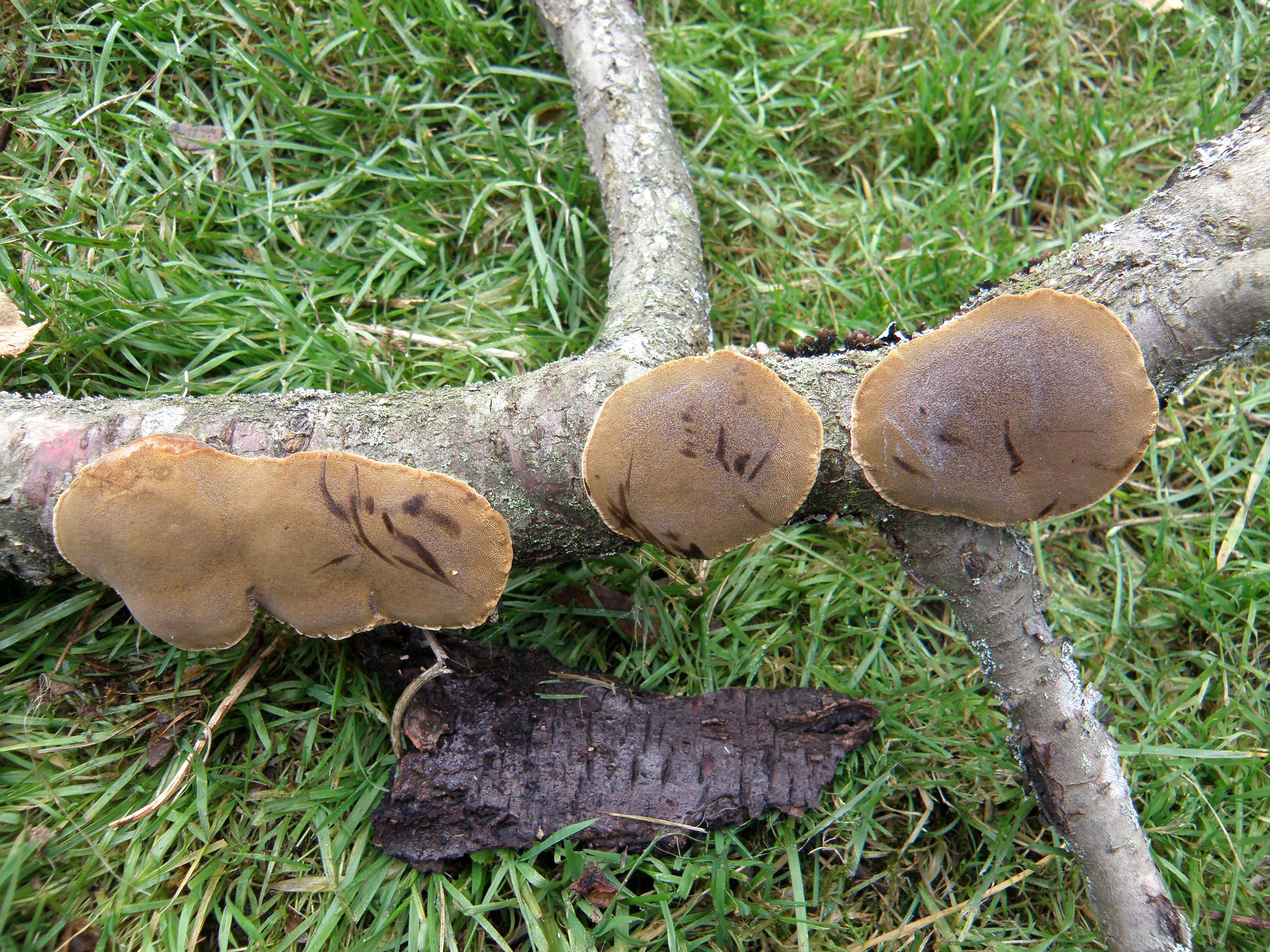
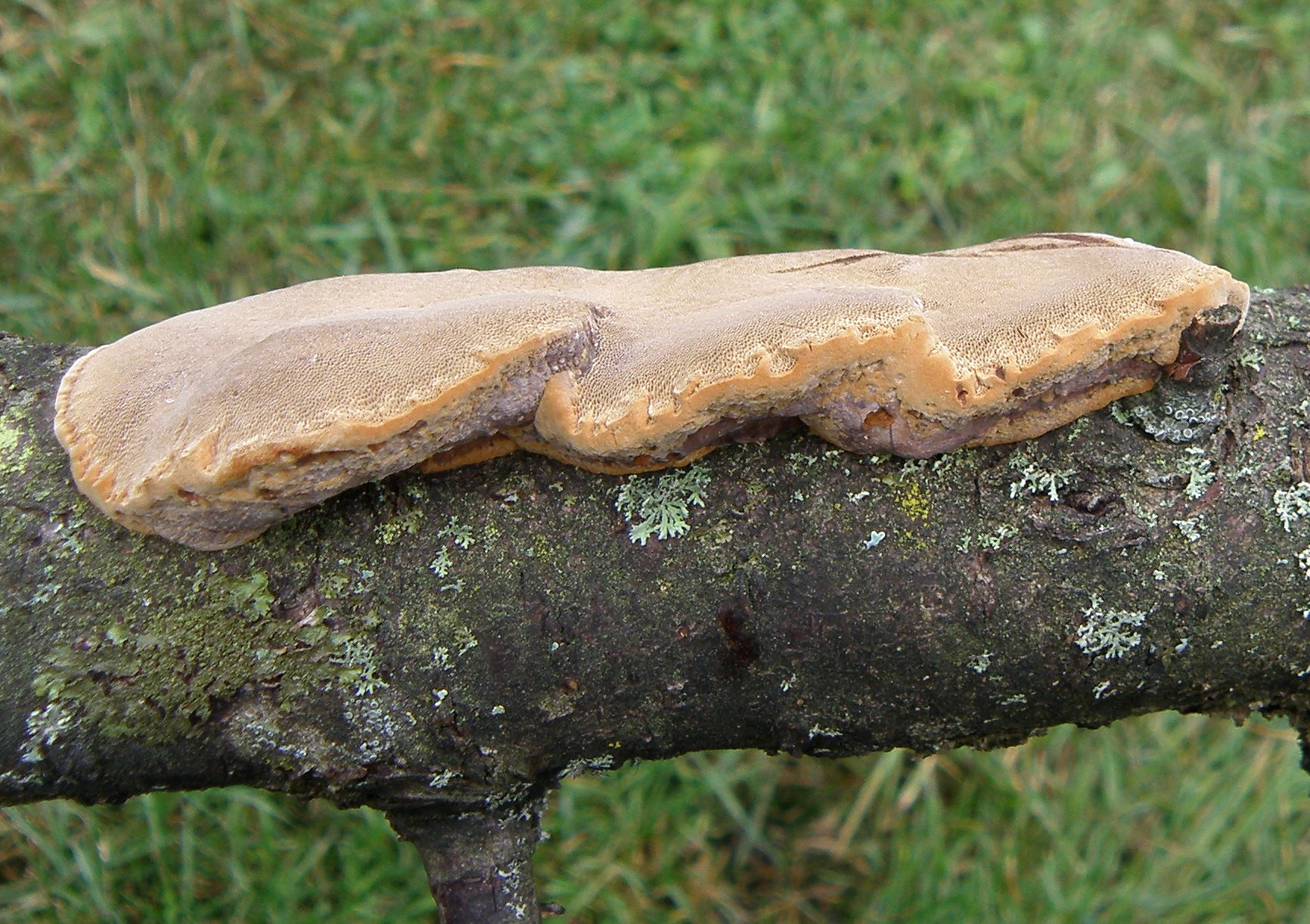
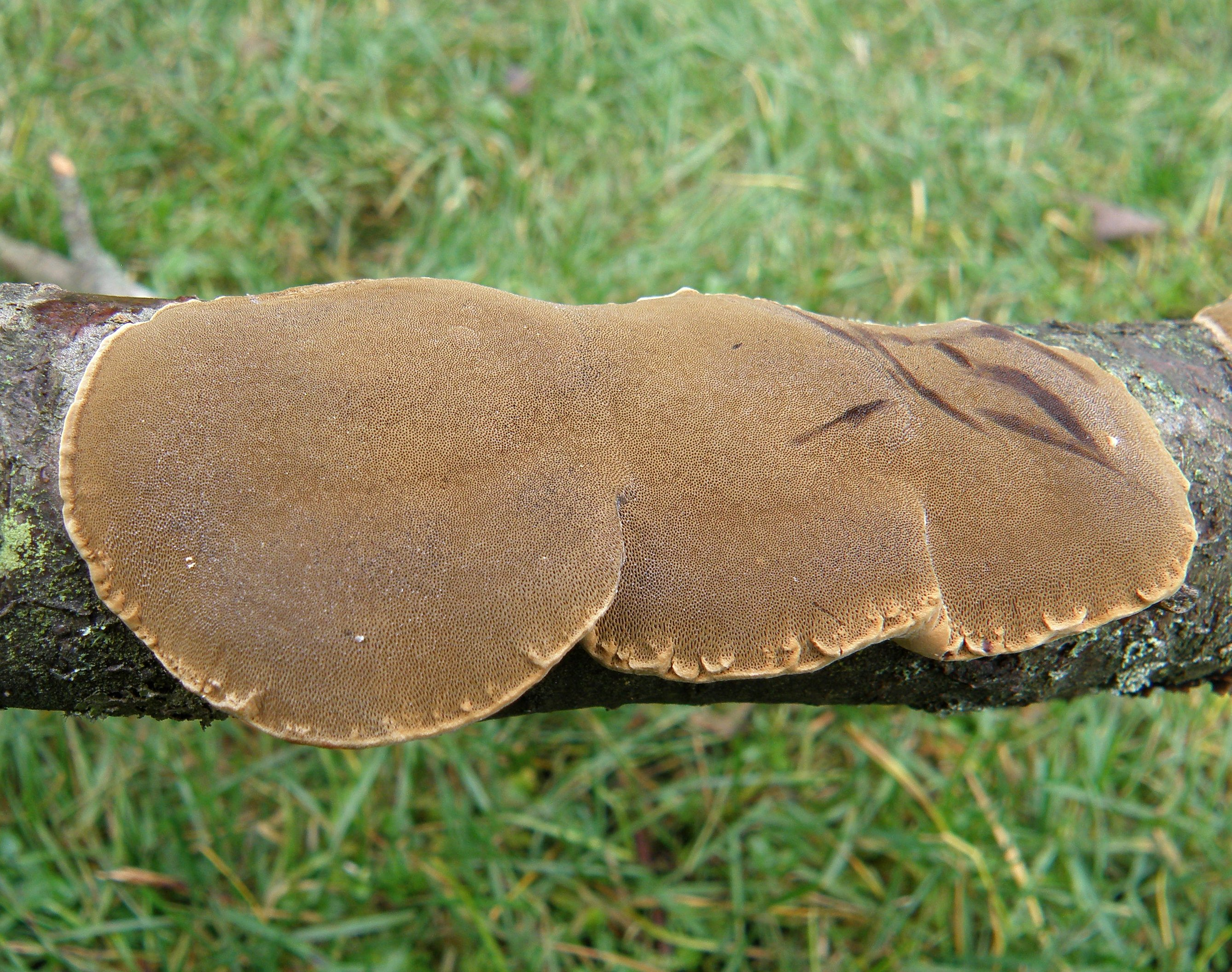
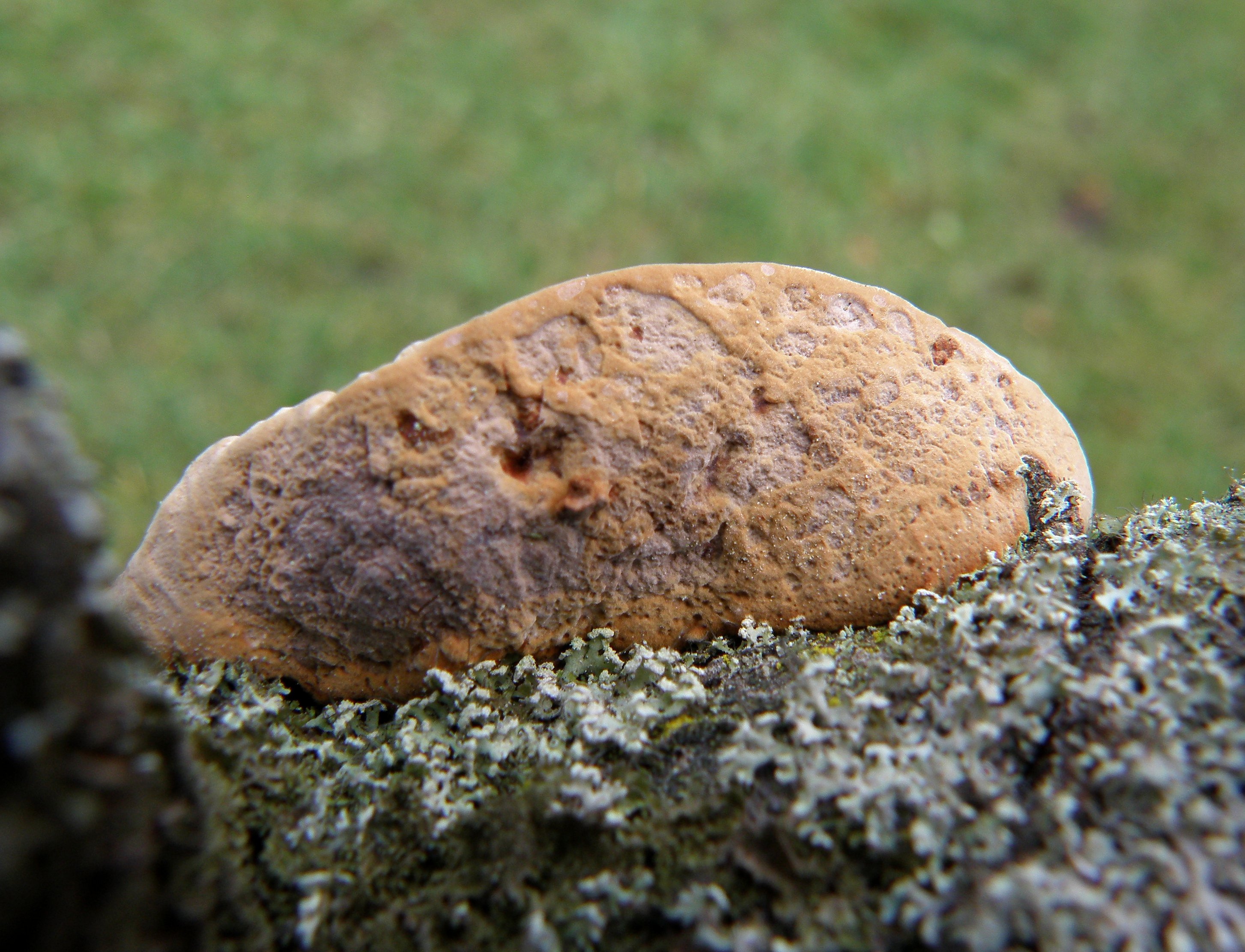